# Gries im Sellrain
Gries im Sellrain település Ausztriában, Tirolban az Innsbrucki járásban található. Területe 22,62 km², lakosainak száma 583 fő, népsűrűsége pedig 26 fő/km² (2014. január 1-jén). A település 1187 méteres tengerszint feletti magasságban helyezkedik el.

## Fordítás
Ez a szócikk részben vagy egészben  a   Gries im Sellrain című angol Wikipédia-szócikk ezen változatának fordításán alapul.  Az eredeti cikk szerkesztőit annak laptörténete sorolja fel. Ez a jelzés csupán a megfogalmazás eredetét és a szerzői jogokat jelzi, nem szolgál a cikkben szereplő információk forrásmegjelöléseként.